# Jean de Dinteville

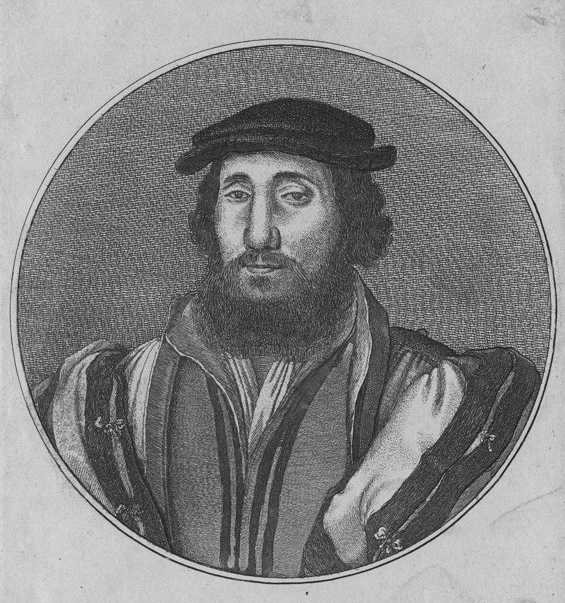
Jean de Dinteville, Radierung von Wenceslaus Hollar (1647), nach Hans Holbein

Dinteville links auf dem Bild Die Gesandten

Jean de Dinteville (* 21. September 1504 in Thenneliere bei Troyes; † 23. März 1555 in Polisy) war ein französischer Adeliger und Diplomat, der nach den Recherchen der Historikerin Mary Hervey auf dem berühmten und viel interpretierten Gemälde Die Gesandten (1533) von Hans Holbein abgebildet ist. 

## Herkunft und Jugend
Dinteville stammte aus dem französischen Erbadel. Der Stammbaum der Familie reicht zurück bis ins Mittelalter. Ursprünglich leitet sich der Name von einem Herrschaftsgebiet in der Champagne ab, nach dem sich ein Vorfahre, Pierre de Jaucourt, im 14. Jahrhundert benannte. Dessen zweiter Sohn Jean ließ sich 1321 in Polisy südlich von Troyes nieder. Jean de Dintevilles Großvater Claude diente dem burgundischen Herzog Karl dem Kühnen als Finanzminister (Surintendant de Finance) und fiel an dessen Seite in der Schlacht von Nancy am 5. Januar 1477.
Jean Dinteville war der dritte Sohn von Gaucher de Dinteville, dem Herrn von Polisy und Verwalter von Troyes, und Anne du Plessis. Mutmaßlich studierte Jean wie sein ältester Bruder François an der Pariser Universität die Sieben Freien Künste. Der Vater bekleidete in Paris mehrere Ämter am königlichen Hof, der damals in wenigen Jahren von rund 300 auf über 500 Mitglieder wuchs. Als sein Vater Erster Haushofmeister (Premier Maître d’Hotel) des Thronfolgers François (des späteren Königs Franz I.) war, diente Jean bereits als Mundschenk (Echanson) der königlichen Kinder (1521–1524). Bereits 1520 folgte Jean seinem Vater als königlicher Verwalter (Bailly) von Troyes, 1527 wurde er Gouverneur von Bar-sur-Seine. In dieser Funktion war er auch Repräsentant des Monarchen für die besagte Region und hatte sich um Ordnung und Sicherheit zu kümmern. Richterliche Befugnisse lagen zu dieser Zeit dagegen bereits in den Händen anderer Beamter. Nach dem Tod seines Vaters 1531 wurde Jean offiziell Herr von Polisy. Mutmaßlich wurde er an Stelle seines Vaters zeitgleich Mitglied des Michaelsordens, dessen Kette und Medaillon er auf Holbeins Gemälde trägt.
Jean verbrachte die meiste Zeit bei Hofe, wo er zweifellos seinen späteren Freund Georges de Selve kennen lernte, mit dem er gemeinsam von Holbein porträtiert wurde. In Paris dürfte Dinteville auch Kontakt zu den Humanisten gesucht haben, allen voran zum renommierten Theologen, Juristen und Bibel-Übersetzer Lefèvre d’Etaples, der möglicherweise auf Vermittlung von Jean ab 1526 Erzieher des Herzogs von Angoulême war, unter der Schirmherrschaft von Franz I. wirkte und mit Erasmus von Rotterdam korrespondierte. Fachleute wollen auf Holbeins Bild jedenfalls Hinweise auf Lefèvres Ansichten und Lehrmeinungen entdeckt haben. Obwohl viele Humanisten grundsätzlich Interesse an der Reformation von Martin Luther hatten, blieben die Dintevilles liberale Katholiken. Jean galt als ausgewiesener Kenner der Astronomie und Mathematik und begeisterte sich für technische Innovationen wie einem neuartigen Kompass.

## Diplomatische Missionen in England

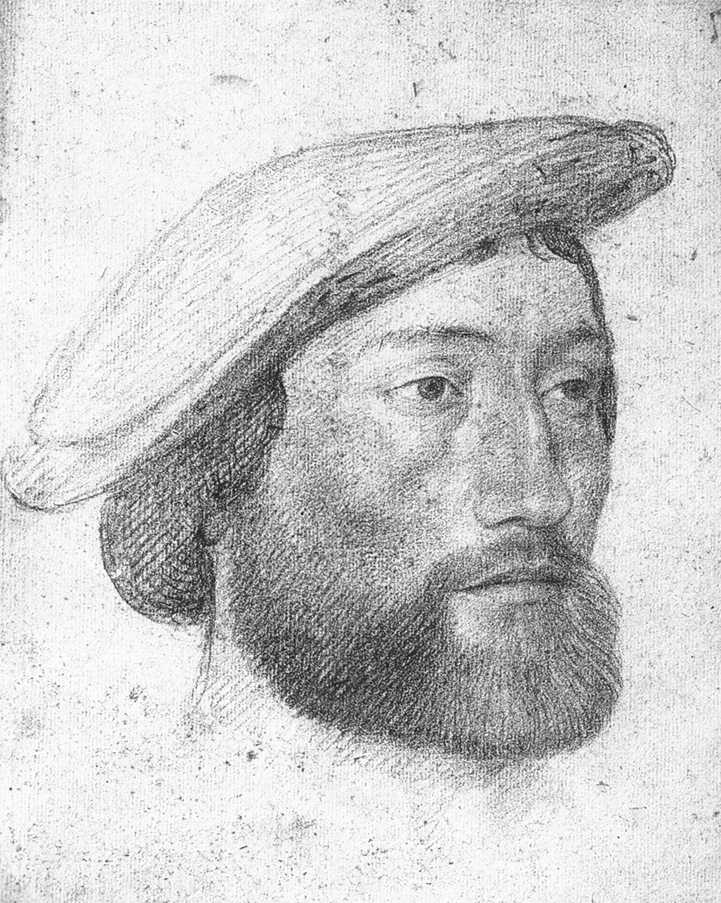
Jean de Dinteville, Radierung von Jean Clouet, ca. 1533

1531 war Jean erstmals im diplomatischen Auftrag des Königs in London, ein Jahr später dürfte er beim Treffen von Franz I. und Heinrich VIII. in Calais anwesend gewesen sein. Im Alter von 29 Jahren wurde er kurzzeitig, von Anfang Februar bis 18. November 1533, französischer Botschafter am Hofe Heinrichs VIII. Politisch war der Posten von einiger Brisanz, denn Heinrich VIII. hatte kurz vorher, am 25. Januar 1533, heimlich Anne Boleyn geheiratet. Frankreich nahm diese hochumstrittene Ehe stillschweigend hin und stellte sich damit gegen die Habsburger an die Seite Englands. Insgeheim bat der französische König Franz I. Heinrich allerdings, die Zustimmung von Papst Clemens VII. einzuholen. Laut einem eigenhändigen Brief an seinen Bruder François fühlte sich Jean auf seiner Mission in London nicht glücklich. Schon nach drei Monaten sehnte er sich nach Frankreich zurück, zeigte sich enttäuscht darüber, dass am englischen Hof die von ihm geliebte Falknerei keine Rolle spielte, litt wegen des kühlen, regnerischen Wetters unter Erkältungen, Heinrichs vulkanischem Temperament und klagte über seine hohen Ausgaben, u. a. für die bevorstehende Krönung von Anne Boleyn am 1. Juni 1533. Mutmaßlich trägt er auf dem Gemälde Die Gesandten die opulente Kleidung, die er sich für diesen Anlass zugelegt hatte.  Gleichzeitig setzte Jean seinen in Rom beim Vatikan residierenden Bruder in Kenntnis über die schwierige Lage nach Heinrichs Heirat und war letztlich erleichtert, dass François entgegen ursprünglicher Absicht des französischen Hofes beim Papst dann doch nicht für Heinrichs Position werben musste.
Vermutlich im April oder Mai 1533 entstand Holbeins Doppelporträt von Jean de Dinteville und dessen Freund Georges de Selves, der als Bischof von Lavaur (Tarn) damals wohl in streng geheimer Mission zur Reform der Katholischen Kirche einige Wochen in London weilte. Jedenfalls bat Dinteville seinen Bruder in einem Brief, die Information über das Zusammentreffen mit de Selves vertraulich zu behandeln. Kunsthistoriker datieren die dargestellte Szene auf Karfreitag, den 11. April 1533. Die zahlreichen abgebildeten Gegenstände sollen teilweise auf die diplomatische Situation und den Bildungshintergrund von Dinteville und de Selves hinweisen. So ist auf dem Globus die Herrschaft Polisy erkennbar. Dinteville nahm das Bild bei seiner Abreise aus England mit nach Polisy, wo es bis zur Mitte des 17. Jahrhunderts verblieb.
1534/35 konzentrierte sich Jean in Paris auf seine Arbeit für den Herzog von Angoulême. Im September/Oktober 1535 wurde er abermals mit einer heiklen Aufgabe in London betraut: Er sollte ausloten, ob Heinrich bereit war, für die französische Mittlerrolle im Vatikan zu bezahlen. Das war nicht der Fall. Im folgenden Frühjahr 1536 kehrte Jean für kurze Zeit nach England zurück, um Heinrich zum Bundesgenossen Frankreichs im Krieg gegen Spanien zu gewinnen. Auch dieser Auftrag scheiterte, ebenso wie der Plan, eine französisch-englische Heiratspolitik voranzutreiben. 1537 war Jean ein letztes Mal in London tätig. Diesmal sollte er Heinrich vor aufziehenden Rebellionen warnen, die vom Vatikan geschürt wurden.

## Verbannung und Tod
In den Folgejahren litt die Familie Dinteville unter Hofintrigen, dem immer schärfer werdenden Gegensatz zwischen König Franz I. und dem Thronfolger, dem späteren Heinrich II., und geriet zeitweise in den Verdacht einer Verschwörung. Jean musste mit seinen Brüdern nach Venedig emigrieren und konnte trotz vieler Bemühungen erst 1547, beim Thronantritt Heinrichs II., nach Frankreich zurückkehren.
Den Familiensitz ließ Jean de Dinteville, geprägt von der Bauwut der Renaissance, von italienischen Handwerkern aufwändig renovieren und erweitern. Er starb 1555 nach Jahren schwerer Lähmung unverheiratet und ohne Nachkommen. Auch sein Freund Georges de Selve wurde nicht alt: Er verschied 1541 mit nur 32 Jahren. Erbe von Dinteville wurde sein letzter überlebender Bruder Guillaume, Herr von Deschenetz. Er wurde zum Bailly von Troyes ernannt und starb vier Jahre später.

## Familie
Jeans ebenfalls sehr kunstsinniger Bruder und Mäzen François II. war durch königliche Protektion Bischof von Auxerre geworden, geriet jedoch deswegen in einen Konflikt mit dem Parlament und musste zur Vermeidung juristischer Auseinandersetzungen Frankreich zeitweise verlassen. Als Botschafter in Rom war er zwangsläufig mit den heiklen Heiratsangelegenheiten von Heinrich VIII. befasst. Der Bruder Guillaume (1505–1559) bewährte sich als geschickter Diplomat und Offizier, diente zeitweise dem Dauphin und ging mit einem weiteren Bruder, Gaucher (1509–1550), der dem Herzog von Orleans zugeordnet war, nach Italien, wohin Gaucher 1538 nach einer Anklage wegen Homosexualität fliehen musste. Erst 1542 durften die Brüder (vorübergehend) nach Frankreich zurückkehren, unter anderem deshalb, weil Guillaume und Gaucher als Offiziere im aufziehenden Krieg gegen Spanien dringend benötigt wurden. Der König besuchte sie als Zeichen seiner Huld sogar in Polisy, doch die Versöhnung hielt nicht lange. Der Bruder Louis de Dinteville starb 1532 mit nur 28 Jahren in Malta als Ritter des Johanniter-Ordens.